# Trevor Ariza
Trevor Anthony Ariza (30 de junho de 1985) é um ex-jogador de basquete profissional americano que jogou 18 temporadas na National Basketball Association (NBA).
Ele jogou basquete universitário por uma temporada em UCLA antes de ser selecionado como a 43ª escolha geral no Draft da NBA de 2004 pelo New York Knicks. Ele jogou pelo Orlando Magic, Houston Rockets, New Orleans Hornets, Washington Wizards, Phoenix Suns, Sacramento Kings, Portland Trail Blazers, Miami Heat e Los Angeles Lakers
Ele ganhou um título da NBA com o Los Angeles Lakers em 2009.

## Carreira no ensino médio e na faculdade
Ariza frequentou a Westchester High School em Los Angeles, onde ele ganhou o título do Estado da Califórnia em seu terceiro ano. Ele foi considerado um recruta de cinco estrelas pelo Rivals.com e como o 5º melhor Ala-pivô e o 18º melhor jogador da classe de 2003.
Como um calouro na UCLA em 2003-04, Ariza jogou em 25 jogos e teve médias de 11,6 pontos, 6,5 rebotes e 1,7 roubos de bola. Posteriormente, ele foi nomeado para a Equipe de Calouros da Pac 10. Ele se declarou para o Draft da NBA após sua única temporada em UCLA.

## Carreira profissional

### New York Knicks (2004–2006)
Ariza foi selecionado pelo New York Knicks na segunda rodada (43º escolha geral) no Draft da NBA de 2004. Ele jogou em 80 jogos durante sua temporada de calouro e teve médias de 5,9 pontos, 3,0 rebotes e 1,1 assistências. Na época, ele se tornou o jogador mais jovem a usar um uniforme dos Knicks (19 anos, quatro meses e quatro dias). Seus 80 jogos e 1.382 minutos foram os mais jogados por um novato dos Knicks desde Greg Anthony em 1991-92 (82 jogos).

### Orlando Magic (2006–2007)
Em fevereiro de 2006, Ariza foi negociado junto com Penny Hardaway para o Orlando Magic em troca de Steve Francis. Após a troca, ele disputou 21 partidas e obteve médias de 4,7 pontos. Na temporada de 2006-07, ele jogou em 57 jogos e teve médias de 8,9 pontos e 4,4 rebotes.

### Los Angeles Lakers (2007–2009)
Em novembro de 2007, Ariza foi negociado com o Los Angeles Lakers em troca de Brian Cook e Maurice Evans.
Ele fraturou um osso do pé direito em janeiro de 2008, mas voltou no Jogo 2 das finais da Conferência Oeste contra o San Antonio Spurs no final de maio, marcando uma cesta no primeiro minuto de jogo. Os Lakers derrotaram os Spurs em 5 jogos e avançou para as finais da NBA de 2008, mas perdeu para o Boston Celtics em 6 jogos. Na temporada de 2008-09, ele jogou em todos os 82 jogos, sendo titular em 20. Em 15 de março de 2009 contra o Dallas Mavericks, Ariza registrou 26 pontos, 3 roubadas de bola, 3 rebotes e 2 assistências. Depois de se tornar titular, ele passou a mostrar mais habilidade na defesa.

#### Playoffs de 2009
Nos playoffs, Ariza marcou 21 pontos no Jogo 1 da primeira rodada contra o Utah Jazz. Nas finais da Conferência Oeste contra o Denver Nuggets, Ariza roubou um passe de Chauncey Billups no Jogo 1 para ajudar os Lakers a vencer os Nuggets. No Jogo 3, os Lakers liderava por dois pontos com 37,1 segundos restantes, quando Ariza roubou o passe de Kenyon Martin e ajudou a equipe a assumir a liderança por 2–1. Os Lakers acabaram vencendo a série por 4-2 e foram para as Finais da NBA contra o Orlando Magic. No Jogo 4 das finais, Ariza marcou 13 pontos no terceiro quarto para ajudar os Lakers a vencer na prorrogação. Os Lakers conquistaram seu 15º título da NBA após cinco jogos, 4–1. Ariza teve médias de 11,3 pontos e 4,2 rebotes.

### Houston Rockets (2009-2010)

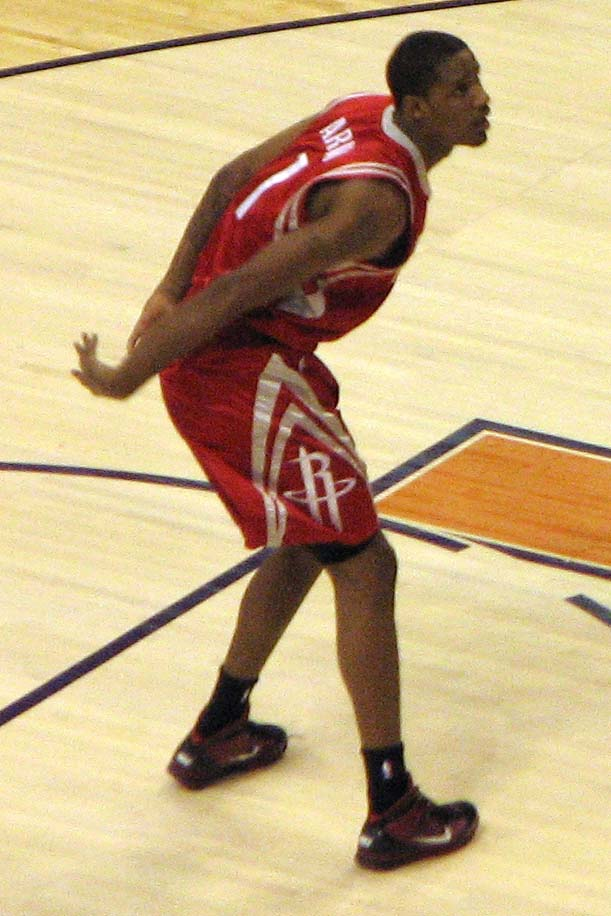
Ariza jogando pelos Rockets em 2010

Em 3 de julho de 2009, Ariza chegou a um acordo com o Houston Rockets no valor de $ 33 milhões ao longo de cinco anos.
Em 31 de outubro de 2009, contra o Portland Trail Blazers, Ariza marcou 33 pontos na vitória de 111–107. Em 13 de dezembro de 2009, Ariza foi expulso depois de tentar dar um soco em DeMar DeRozan, do Toronto Raptors, após ter a bola roubada por ele. Ele foi posteriormente suspenso por um jogo.
Em 14 de abril de 2010, no último jogo da temporada dos Rockets, Ariza registrou seu primeiro triplo-duplo da carreira com 26 pontos, 10 rebotes e 10 assistências.

### New Orleans Hornets (2010–2012)
Em 11 de agosto de 2010, Ariza foi negociado com o New Orleans Hornets como parte de uma troca de quatro equipes e cinco jogadores: Darren Collison e James Posey foram para o Indiana Pacers, Troy Murphy foi para o New Jersey Nets e Courtney Lee foi para Houston.
Durante os playoffs da NBA de 2011, Ariza registrou seus maiores números da carreira em minutos por jogo (40,2), pontos por jogo (15,5), rebotes (6,5) e assistências (3,3). Os Hornets perderam para o Los Angeles Lakers em 6 jogos na primeira rodada.

### Washington Wizards (2012–2014)
Em 20 de junho de 2012, Ariza e Emeka Okafor foram trocados para o Washington Wizards em troca de Rashard Lewis e uma escolha de draft.
Em 12 de fevereiro de 2014, Ariza registrou 32 pontos, em 10 cestas de três pontos, 11 rebotes, 3 assistências e 3 roubos de bola em uma derrota por 113-112 para o Houston Rockets.
Em 1º de março de 2014, ele registrou 40 pontos, incluindo oito cestas de 3 pontos, em uma vitória de 122-103 sobre o Philadelphia 76ers.
Em 27 de abril de 2014, Ariza marcou 30 pontos no Jogo 4 da primeira rodada dos playoffs de 2014 contra o Chicago Bulls. O time acabou perdendo para o Indiana Pacers em seis jogos nas semifinais da conferência.

### Segunda passagem em Houston (2014–2018)
Em 15 de julho de 2014, Ariza foi readquirido pelo Houston Rockets em um acordo de negociação que também envolveu o New Orleans Pelicans e o Houston Rockets.
Em 6 de fevereiro de 2015, ele marcou 24 pontos em um jogo que marcou a sequência de 172 jogos consecutivos jogados. Em 24 de janeiro de 2016, ele marcou 29 pontos na vitória por 115-104 sobre o Dallas Mavericks. Na noite seguinte, ele marcou 31 pontos na vitória por 112–111 sobre os Pelicans.

### Phoenix Suns (2018)
Em 6 de julho de 2018, Ariza assinou um contrato de um ano e $ 15 milhões com o Phoenix Suns.
Em sua estreia pelos Suns na abertura da temporada em 17 de outubro de 2018, Ariza registrou 21 pontos, oito rebotes e sete assistências na vitória por 121–100 sobre o Dallas Mavericks.

### Segunda passagem em Washington (2018–2019)
Em 17 de dezembro de 2018, Ariza foi negociado com o Washington Wizards em troca de Austin Rivers e Kelly Oubre Jr.
Em 13 de janeiro de 2019, ele perdeu por pouco seu segundo triplo-duplo da carreira, registrando 23 pontos, 10 assistências e nove rebotes em uma derrota de 140-138 para o Toronto Raptors.

### Sacramento Kings (2019–2020)
Em 7 de julho de 2019, Ariza fechou um acordo de dois anos no valor de $ 25 milhões com o Sacramento Kings.

### Portland Trail Blazers (2020)
Em 20 de janeiro de 2020, Ariza foi negociado com o Portland Trail Blazers, junto com Wenyen Gabriel e Caleb Swanigan, em troca de Kent Bazemore, Anthony Tolliver e duas futuras escolhas de segunda rodada no draft.
Em 22 de junho de 2020, Ariza anunciou que não jogaria na Bolha da NBA. Em vez disso, ele se comprometeu com uma janela de visitação de um mês com seu filho.
Em 22 de novembro de 2020, Ariza, junto com Isaiah Stewart e uma escolha de primeira rodada, foi negociado com o Houston Rockets em troca de Robert Covington. Em 24 de novembro, Ariza e Stewart foram negociados com o Detroit Pistons em troca de Christian Wood. Em 27 de novembro, Ariza, Justin Jackson, uma escolha de segunda rodada em 2023 e uma escolha de segunda rodada em 2026 foram negociados com o Oklahoma City Thunder em uma troca de três equipes que também envolveu o Detroit Pistons.

### Miami Heat (2021)
Em 17 de março de 2021, Ariza foi negociado com o Miami Heat em troca de Meyers Leonard e uma escolha de segunda rodada no draft de 2027.

### Los Angeles Lakers (2021-2022)
Em 6 de agosto de 2021, Ariza assinou com os Los Angeles Lakers.
Em 7 de abril de 2022, ele foi dispensado e está aposentado desde então.

## Vida pessoal
Em 18 de março de 1996, o irmão mais novo de Ariza, Tajh Ariza, morreu após cair da janela de um quarto de hotel em Caracas, Venezuela. Seu primeiro filho tem o nome de seu falecido irmão. Ariza também tem dois filhos com sua atual esposa: Tristan e Taylor.
O padrasto de Ariza, Kenny McClary, jogou na Universidade da Flórida em meados da década de 1980 e jogou profissionalmente no Sydney Kings na Austrália.
Ariza é descendente das Ilhas Turcas e Caicos e República Dominicana através de seu avô, Osvaldo Ariza, e seus pais, Lolita Ariza e Trevor Saunders. Ele considerou mudar sua cidadania para jogar pela seleção da República Dominicana. No entanto, ele mais tarde aceitou o convite para o acampamento de treinamento da Seleção Americana.

## Estatísticas na NBA

### Temporada regular
| Ano      | Equipe      | PJ    | PT  | MPJ  | AP   | 3P   | LL   | RT  | AS  | BR  | TO | PPJ  |
| -------- | ----------- | ----- | --- | ---- | ---- | ---- | ---- | --- | --- | --- | -- | ---- |
| 2004–05  | New York    | 80    | 12  | 17.3 | .442 | .231 | .695 | 3.0 | 1.1 | .9  | .2 | 5.9  |
| 2005–06  | New York    | 36    | 10  | 19.7 | .418 | .333 | .545 | 3.8 | 1.3 | 1.2 | .3 | 4.6  |
| 2005–06  | Orlando     | 21    | 0   | 13.8 | .400 | .000 | .700 | 3.9 | .7  | .7  | .1 | 4.7  |
| 2006–07  | Orlando     | 57    | 7   | 22.4 | .539 | .000 | .620 | 4.4 | 1.1 | 1.0 | .3 | 8.9  |
| 2007–08  | Orlando     | 11    | 0   | 10.5 | .452 | .000 | .533 | 2.2 | .7  | .5  | .3 | 3.3  |
| 2007–08  | L.A. Lakers | 24    | 3   | 18.0 | .524 | .333 | .683 | 3.5 | 1.5 | 1.1 | .3 | 6.5  |
| 2008–09  | L.A. Lakers | 82    | 20  | 24.4 | .460 | .319 | .710 | 4.3 | 1.8 | 1.7 | .3 | 8.9  |
| 2009–10  | Houston     | 72    | 71  | 36.5 | .394 | .334 | .649 | 5.6 | 3.8 | 1.8 | .6 | 14.9 |
| 2010–11  | New Orleans | 75    | 75  | 34.7 | .398 | .303 | .701 | 5.4 | 2.2 | 1.6 | .4 | 11.0 |
| 2011–12  | New Orleans | 41    | 41  | 32.9 | .417 | .333 | .775 | 5.2 | 3.3 | 1.7 | .6 | 10.8 |
| 2012–13  | Washington  | 56    | 15  | 26.3 | .417 | .364 | .821 | 4.8 | 2.0 | 1.3 | .4 | 9.5  |
| 2013–14  | Washington  | 77    | 77  | 35.4 | .456 | .407 | .772 | 6.2 | 2.5 | 1.6 | .3 | 14.4 |
| 2014–15  | Houston     | 82    | 82  | 35.7 | .402 | .350 | .853 | 5.6 | 2.5 | 1.9 | .3 | 12.8 |
| 2015–16  | Houston     | 81    | 81  | 35.3 | .416 | .371 | .783 | 4.5 | 2.3 | 2.0 | .3 | 12.7 |
| 2016–17  | Houston     | 80    | 80  | 34.7 | .408 | .343 | .738 | 5.7 | 2.2 | 1.8 | .3 | 11.7 |
| 2017–18  | Houston     | 67    | 67  | 33.9 | .412 | .368 | .854 | 4.4 | 1.6 | 1.5 | .2 | 11.7 |
| 2018–19  | Phoenix     | 26    | 26  | 34.0 | .379 | .360 | .837 | 5.6 | 3.3 | 1.5 | .3 | 9.9  |
| 2018–19  | Washington  | 43    | 43  | 34.1 | .409 | .322 | .777 | 5.3 | 3.8 | 1.2 | .3 | 14.1 |
| 2019–20  | Sacramento  | 32    | 0   | 24.7 | .388 | .352 | .778 | 4.6 | 1.6 | 1.1 | .2 | 6.0  |
| 2019–20  | Portland    | 21    | 21  | 33.4 | .491 | .400 | .872 | 4.8 | 2.0 | 1.6 | .4 | 11.0 |
| Carreira | Carreira    | 1.064 | 731 | 27.8 | .431 | .291 | .734 | 4.6 | 2.0 | 1.3 | .3 | 9.6  |

### Playoffs
| Ano      | Equipe      | PJ  | PT | MPJ  | AP   | 3P   | LL   | RT  | AS  | BR  | TO | PPJ  |
| -------- | ----------- | --- | -- | ---- | ---- | ---- | ---- | --- | --- | --- | -- | ---- |
| 2007     | Orlando     | 4   | 0  | 11.8 | .313 | .000 | .250 | 2.3 | 1.3 | .2  | .0 | 2.8  |
| 2008     | L.A. Lakers | 8   | 0  | 5.6  | .583 | .250 | .500 | 1.4 | .1  | .1  | .1 | 2.1  |
| 2009     | L.A. Lakers | 23  | 23 | 31.4 | .497 | .476 | .563 | 4.2 | 2.3 | 1.6 | .4 | 11.3 |
| 2011     | New Orleans | 6   | 6  | 40.2 | .412 | .333 | .727 | 6.5 | 3.3 | 1.3 | .5 | 15.5 |
| 2014     | Washington  | 11  | 11 | 37.0 | .481 | .446 | .778 | 8.9 | 1.7 | 1.5 | .4 | 13.6 |
| 2015     | Houston     | 17  | 17 | 38.5 | .426 | .375 | .905 | 6.4 | 2.6 | 1.8 | .1 | 13.2 |
| 2016     | Houston     | 5   | 5  | 36.2 | .255 | .143 | .750 | 4.2 | .8  | 2.6 | .2 | 6.6  |
| 2017     | Houston     | 11  | 11 | 37.5 | .423 | .377 | .929 | 5.1 | 2.1 | 1.3 | .2 | 10.7 |
| 2018     | Houston     | 17  | 17 | 34.2 | .360 | .286 | .742 | 3.8 | 1.3 | 1.1 | .1 | 8.8  |
| Carreira | Carreira    | 102 | 90 | 30.2 | .416 | .298 | .682 | 4.7 | 1.7 | 1.2 | .2 | 9.3  |

Fonte: